# Arthur Sadina
Arthur Sadina (* 8. Februar 1881 in Wiesenbad, Erzgebirge; † 14. September 1971 in Berlin) war ein deutscher Politiker (SPD).
Arthur Sadina besuchte eine Volksschule, später eine Gewerbeschule und machte eine Lehre als Fotograf. 1907 trat er der SPD und dem Verband der Lithografen und Steindrucker bei. Im Ersten Weltkrieg war er Soldat. 1918 wurde er Vorsitzender des Soldatenrats der Artillerie-Fliegerschule Ost I in Alt-Autz im Kurland. In der Weimarer Republik war Sadina Gewerkschaftssekretär. Nach der „Machtergreifung“ der Nationalsozialisten machte er illegale Arbeit.
Nach dem Zweiten Weltkrieg wurde Sadina bei der ersten Berliner Wahl 1946 in die Bezirksverordnetenversammlung im Bezirk Neukölln gewählt, doch drei Monate später rückte er in die Stadtverordnetenversammlung von Groß-Berlin nach. Da Kurt Exner weiterhin Bezirksbürgermeister war, rückte Sadina im März 1951 erneut in das Abgeordnetenhaus von Berlin nach. 1954 schied er aus Altersgründen aus dem Parlament aus.